# Ichneumon areolaris
Ichneumon areolaris là một loài tò vò trong họ Ichneumonidae.